# District de Mezőkovácsháza
Le district de Mezőkovácsháza (en hongrois : Mezőkovácsházai járás) est un des 9 districts du comitat de Békés en Hongrie. Créé en 2013, il compte 40 608 habitants et rassemble 18 localités : 14 communes et 4 villes dont Mezőkovácsháza, son chef-lieu.
Cette entité existait déjà auparavant, sous le nom de Mezőkovácsházi járás jusqu'à la réforme territoriale de 1983 qui a supprimé les districts. Ce district appartenait d'abord au comitat de Csanád puis à celui de Békés à partir de la réorganisation territoriale de 1950.

## Localités
- Almáskamarás
- Battonya
- Dombegyház
- Dombiratos
- Kaszaper
- Kevermes
- Kisdombegyház
- Kunágota
- Magyarbánhegyes
- Magyardombegyház
- Medgyesbodzás
- Medgyesegyháza
- Mezőhegyes
- Mezőkovácsháza
- Nagybánhegyes
- Nagykamarás
- Pusztaottlaka
- Végegyháza